# El caballero del dragón
El caballero del dragón és una pel·lícula espanyola de 1985 de ciència-ficció dirigida per Fernando Colomo i protagonitzada per Miguel Bosé i Klaus Kinski. En la pel·lícula, un cavaller medieval ha de rescatar a una princesa de les arpes d'un drac, que en realitat és una nau espacial extraterrestre.

## Argument
En algun moment imprecís de l'Edat mitjana, en un lloc indeterminat d'Europa, hi ha el castell de Ruk, on el comte, malalt, només és preocupat per casar la seva filla Alba. Alhora Fra Lupo i Klever, cap de la guàrdia, conspiren contra el comte, alhora el que l'alquimista Boecius cerca la pedra filosofal. Aleshores hi arriba un drac volant i rugidor, que imposa la por als habitants de Ruk. Però el drac resulta ser un plat volador tripulat per Ix, del que se n'enamorarà la princesa Alba.

## Distribució
Després del seu llançament a Espanya, CineTel Films la va distribuir per als cinemes estatunidencs a l'estiu de 1986. La pel·lícula no va ser llançada en format vídeocassette als EUA fins a 1992, quan va ser comercialitzada per Vidmark Entertainment.

## Repartiment
- Klaus Kinski - Boecius
- Harvey Keitel - Klever
- Fernando Rey - Fra Lupo
- María Lamor - Princesa Alba
- José Vivó - Comte de Ruk
- Josep Maria Pou - Cavaller verd
- Miguel Bosé - Ix, l'extraterrestre
- Paco Catalá - Pastor
- Carles Canut -
- Lydia Bosch -